# Juolunkajärvi
Juolunkajärvi är en sjö i Finland. Den ligger i kommunen Kuhmo i landskapet Kajanaland, i den östra delen av landet, 500 km nordost om huvudstaden Helsingfors. Juolunkajärvi ligger 184,8 meter över havet. Den är 12,3 meter djup. Arean är 4,32 kvadratkilometer och strandlinjen är 23,32 kilometer lång. Sjön  ingår i Uleälvens huvudavrinningsområde. 